# Eugène Pluchart

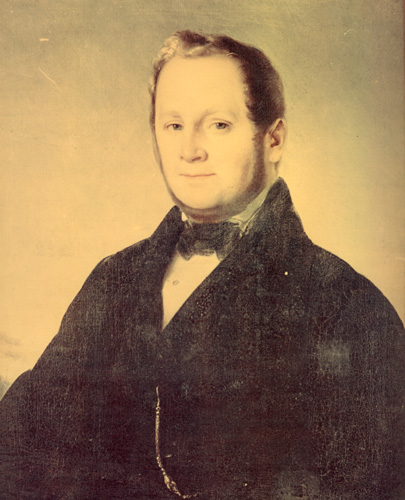
Eugène Pluchart: Selbstporträt

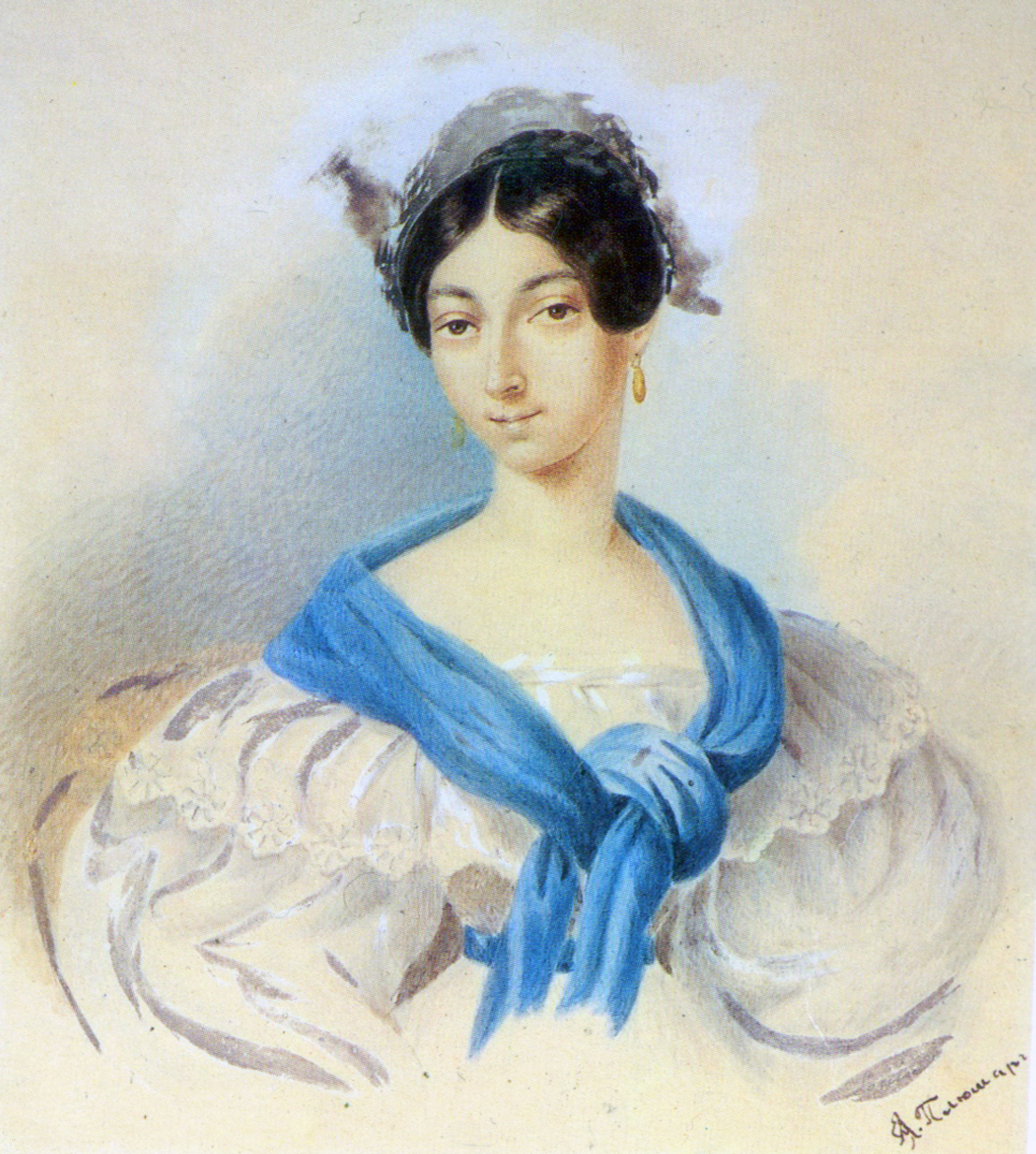
Eugène Pluchart: Olga Sergejewna Pawlischtschewa

Eugène Pluchart (russisch Евгений Александрович Плюшар, Jewgenij Alexandrowitsch Pluchart, * um 1809 in St. Petersburg; † nach 1880 in Dresden) war ein russischer Maler und Fotograf französischer Herkunft.
Er war Sohn des Druckers Alexandre Pluchart (1777–1827), der seit 1805 in Russland arbeitete, und seiner deutschen Ehefrau Sophie Wagner (1782–1857). Er war der jüngere Bruder des Verlegers Adolphe Pluchart (1806–1865).
Pluchart studierte ab 1825 an der École des beaux-arts in Paris bei Louis Hersent, in Italien und ab dem 19. Dezember 1828 bis 1832 an der Königlichen Akademie der Künste in München. Dann kehrte er nach Russland zurück. Er wohnte von 1840 bis 1842 in Moskau und anschließend wieder in St. Petersburg.
Eugène Pluchart malte viele Porträts russischer Prominenter wie Puschkins Schwester Olga Sergejewna Pawlischtschewa, sowie von Persönlichkeiten, die Russland besuchten, wie die französische Opernsängerin Pauline Viardot-Garcia, der polnische Komponist und Violinist Karol Lipiński sowie der französische Architekt Auguste de Montferrand. Er schuf ferner nach 1843 eine Reihe von Gemälden in der Petersburger Isaakskathedrale.
Seit 1839 war er ordentliches Mitglied der Kaiserlichen Akademie der Künste in der Kategorie der Porträtmalerei.
In den 1850er Jahren eröffnete er ein Fotoatelier in St. Petersburg. Er verließ Russland 1860 oder 1862 und ging nach Dresden, wo er seine letzten Lebensjahre verbrachte.